# Marie Zdeňka Baborová-Čiháková

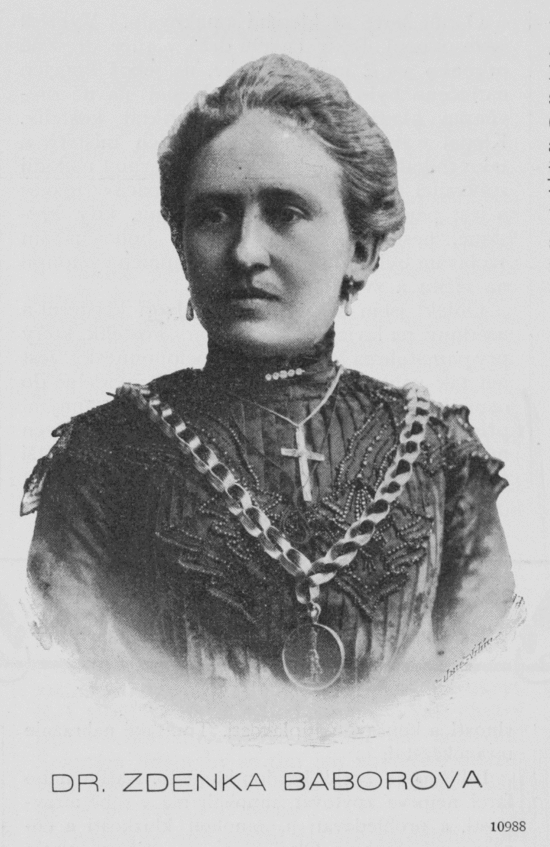
Marie Zdeňka Baborová-Čiháková

Marie Zdeňka Baborová-Čiháková (* 17. Januar 1877 in Prag; † 29. September 1937 in Čelákovice) war eine tschechische Botanikerin und Zoologin. Sie war die erste tschechische Frau, die promovierte.

## Leben und Wirken
Marie Zdeňka Baborová-Čiháková war das zweite Kind des Schulleiters Josef Babor und seiner Frau Anny Baborová (geborene Lirschová). Sie studierte am Mädchengymnasium Minerva und legte im Jahr 1896 ihre Matura ab. Schon während ihrer Schulzeit begann sie an der Karls-Universität zu hospitieren, unter anderem bei dem Chemiker Vojtěch Šafařík und dem Biogeographen Jan Palacký. Anschließend belegte sie mehrere theoretische Fächer an der 1. Medizinische Fakultät der Karls-Universität und erlangte 1901 die Doktorwürde, wobei ihr der Zoologe František Vejdovský als Doktorvater diente.
Nach ihrer Promotion arbeitete Baborová-Čiháková als Assistentin am Institut für Zoologie, vergleichender Anatomie und Embryologie. Zusammen mit ihrem Bruder Jozef Florian Babor trug sie unter der Leitung von Jiří Janda zum zweiten und dritten Band der Velký ilustrovaný přírodopis všech tří říší bei.
1903 heiratete sie den Unternehmer Stanislav Čiháka, mit dem sie zwei Töchter bekam. Nachdem die jüngere mit 14 verstorben war, zog sich Baborová-Čiháková langsam aus der Forschung zurück. 1937 starb sie in Čelákovice, wo sie seit 1910 lebte, und wurde in Jílové u Prahy, dem Geburtsort ihres Mannes, beigesetzt.

## Werke
- Marie Zdeňka Baborová-Čiháková: Úvod k studiu o tukovém tělese členovců. Selbstverlag, Prag 1902 (tschechisch).
- Jiří Janda, Marie Zdeňka Baborová-Čiháková, Josef Florián Babor: Velký ilustrovaný přírodopis všech tří říší. II, Zoologie. Plazi, obojživelníci, ryby a vyšší bezpáteřní. Ústřední nakladatelství a knihkupectví učitelstva českoslovanského, Prag 1931 (tschechisch).
- Jiří Janda, Marie Zdeňka Baborová-Čiháková, Josef Florián Babor: Velký ilustrovaný přírodopis všech tří říší III. / Hmyz (Entomologie). Ústřední nakladatelství a knihkupectví učitelstva českoslovanského, Prag 1933 (tschechisch).